# 91e régiment du génie (Ukraine)
Pour les articles homonymes, voir 91e régiment.
La 91e régiment du génie (en ukrainien : 91-й окремий Охтирський полк підтримки ; numéro d'unité militaire A0563) est une des troupes du génie ukrainiennes.

## Historique
L'unité a été créée en 1992 sur la base du régiment de génie et de sapeurs soviétique N°91. L'unité a été engagée dans de nombreux terrains d'urgences à l'étranger, mais aussi pour la liquidation de dépôts de munitions et le quotidien de la sécurité civile, ponts, routes...

## Composition

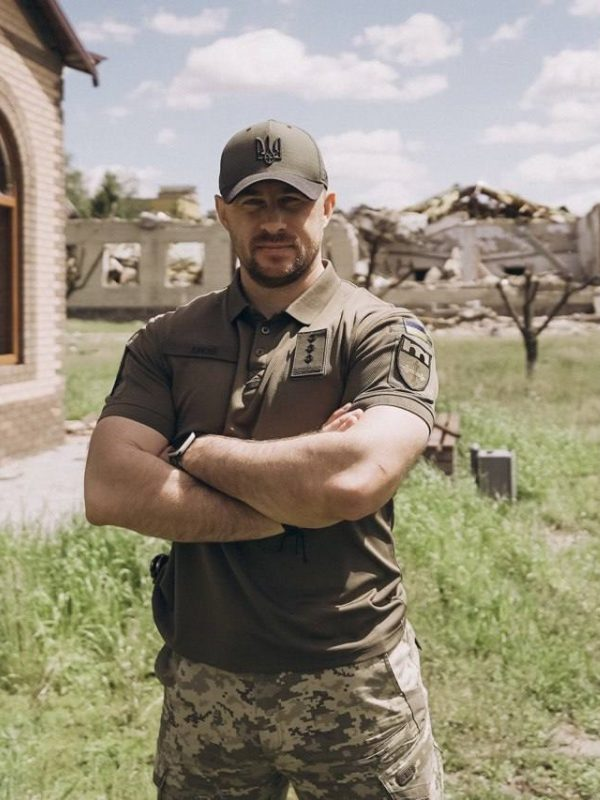
Le colonel du régiment Denys Dikiy, héro de l'Ukraine.